# باشگاه فوتبال نورشوپینگ
باشگاه فوتبال نورشوپینگ (سوئدی: IFK Norrköping) یک باشگاه فوتبال در شهر نورشوپینگ، سوئد است.
این باشگاه که در سال ۱۸۹۷ تأسیس شده سابقه ۱۳ قهرمانی در لیگ برتر فوتبال سوئد را در کارنامه دارد.

## افتخارات

### لیگ
- لیگ برتر فوتبال سوئد:
  - قهرمان (۱۳): ۱۹۴۲–۴۳، ۱۹۴۴–۴۵، ۱۹۴۵–۴۶، ۱۹۴۶–۴۷، ۱۹۴۷–۴۸، ۱۹۵۱–۵۲، ۱۹۵۵–۵۶، ۱۹۵۶–۵۷، ۱۹۶۰، ۱۹۶۲، ۱۹۶۳، ۱۹۹۲، ۲۰۱۵
  - نایب قهرمان (۹): ۱۹۵۲–۵۳، ۱۹۵۷–۵۸، ۱۹۵۹، ۱۹۶۱، ۱۹۶۶، ۱۹۸۷، ۱۹۸۹، ۱۹۹۰، ۱۹۹۳

### حذفی
- جام حذفی فوتبال سوئد:
  - قهرمان (۶): ۱۹۴۳، ۱۹۴۵، ۱۹۶۸–۶۹، ۱۹۸۷–۸۸، ۱۹۹۰–۹۱، ۱۹۹۳–۹۴
  - نایب قهرمان (۵): ۱۹۴۴، ۱۹۵۳، ۱۹۶۷، ۱۹۷۱–۷۲، ۲۰۱۷
- سوپر جام فوتبال سوئد:
  - قهرمان (۱): ۲۰۱۵